# Wereldkampioenschappen veldrijden - Mannen amateurs
De categorie mannen amateurs stond van 1967 tot en met 1993 op het programma van de wereldkampioenschappen veldrijden.

## Medaillewinnaars
| Jaar | Plaats            | Goud                   | Zilver                   | Brons                |
| 1993 | Corva             | Henrik Djernis         | Ralph Berner             | Daniele Pontoni      |
| 1992 | Leeds             | Daniele Pontoni        | Dieter Runkel            | Thomas Frischknecht  |
| 1991 | Gieten            | Thomas Frischknecht    | Henrik Djernis           | Daniele Pontoni      |
| 1990 | Getxo             | Andreas Büsser         | Miroslav Kvasnička       | Thomas Frischknecht  |
| 1989 | Pontchâteau       | Ondrej Glajza          | Radomir Šimůnek          | Roger Honegger       |
| 1988 | Hägendorf         | Karel Camrda           | Roger Honegger           | Henrik Djernis       |
| 1987 | Mladá Boleslav    | Mike Kluge             | František Klouček        | Roman Kreuziger      |
| 1986 | Lembeek           | Vito Di Tano           | Ivan Messelis            | Ludo De Rey          |
| 1985 | München           | Mike Kluge             | Beat Schumacher          | Bruno D'Arsie        |
| 1984 | Oss               | Radomir Šimůnek        | Miroslav Kvasnička       | Frank van Bakel      |
| 1983 | Birmingham        | Radomir Šimůnek        | Werner Van Der Fraenen   | Petr Klouček         |
| 1982 | Lanarvily         | Miloš Fišera           | Radomir Šimůnek          | Ueli Mülleruwer      |
| 1981 | Tolosa            | Miloš Fišera           | Grzegorz Jaroszewski     | Paul De Brauwer      |
| 1980 | Wetzikon          | Fritz Saladin          | Andrzej Makowski         | Grzegorz Jaroszewski |
| 1979 | Saccolongo        | Vito Di Tano           | Hennie Stamsnijder       | Ueli Müller          |
| 1978 | Amorebieta        | Roland Liboton         | Gilles Blaser            | Karl-Heinz Helbling  |
| 1977 | Hannover          | Robert Vermeire        | Ekkehard Teichreber      | Vojtěch Červínek     |
| 1976 | Chazay-d'Azergues | Klaus-Peter Thaler     | Robert Vermeire          | Ekkehard Teichreber  |
| 1975 | Melchnau          | Robert Vermeire        | Klaus-Peter Thaler       | Gerrit Scheffer      |
| 1974 | Vera de Bidasoa   | Robert Vermeire        | Klaus-Peter Thaler       | Ekkehard Teichreber  |
| 1973 | Londen            | Klaus-Peter Thaler     | Robert Vermeire          | Ekkehard Teichreber  |
| 1972 | Praag             | Norbert Dedeckere      | Miloš Fišera             | Wolfgang Renner      |
| 1971 | Apeldoorn         | Robert Vermeire        | Dieter Uebing            | Jacques Spetgens     |
| 1970 | Zolder            | Robert Vermeire        | José Maria Basualdo      | Norbert Dedeckere    |
| 1969 | Magstadt          | René De Clercq         | Roger De Vlaeminck       | Robert Vermeire      |
| 1968 | Luxemburg         | Roger De Vlaeminck     | Peter Frischknecht       | Cock van der Hulst   |
| 1967 | Zürich            | Michel Pelchat Drapeau | Julien Vanden Haesevelde | Peter Frischknecht   |

## Medaillespiegel
| Plaats | Land              | Goud | Zilver | Brons | Totaal |
| ------ | ----------------- | ---- | ------ | ----- | ------ |
| 1      | België            | 9    | 6      | 4     | 19     |
| 2      | Tsjecho-Slowakije | 6    | 6      | 3     | 15     |
| 3      | Duitsland         | 4    | 5      | 4     | 11     |
| 4      | Zwitserland       | 3    | 5      | 8     | 16     |
| 5      | Italië            | 3    | 0      | 2     | 5      |
| 6      | Denemarken        | 1    | 1      | 1     | 3      |
| 7      | Frankrijk         | 1    | 0      | 0     | 1      |
| 8      | Polen             | 0    | 2      | 1     | 3      |
| 9      | Nederland         | 0    | 1      | 4     | 5      |
| 10     | Spanje            | 0    | 1      | 0     | 1      |
| Totaal | Totaal            | 27   | 27     | 27    | 81     |

| Plaats | Naam                | Goud | Zilver | Brons | Totaal |                              |
| ------ | ------------------- | ---- | ------ | ----- | ------ | ---------------------------- |
| 1      | Robert Vermeire     | 5    | 2      | 1     | 8      | 1970, 1971, 1974, 1975, 1977 |
| 2      | Radomir Šimůnek     | 2    | 2      | 0     | 4      | 1983, 1984                   |
| 2      | Klaus-Peter Thaler  | 2    | 2      | 0     | 4      | 1973, 1976                   |
| 4      | Miloš Fišera        | 2    | 1      | 0     | 3      | 1981, 1982                   |
| 5      | Mike Kluge          | 2    | 0      | 0     | 2      | 1985, 1987                   |
| 5      | Vito Di Tano        | 2    | 0      | 0     | 2      | 1979, 1986                   |
| 7      | Daniele Pontoni     | 1    | 2      | 0     | 3      | 1992                         |
| 7      | Thomas Frischknecht | 1    | 2      | 0     | 3      | 1991                         |
| 9      | Roger De Vlaeminck  | 1    | 1      | 0     | 2      | 1968                         |
| 10     | Norbert Dedeckere   | 1    | 0      | 1     | 2      | 1972                         |

1950 · 
1951 · 
1952 · 
1953 · 
1954 · 
1955 · 
1956 · 
1957 · 
1958 · 
1959 · 
1960 · 
1961 · 
1962 · 
1963 · 
1964 · 
1965 · 
1966 · 
1967 · 
1968 · 
1969 · 
1970 · 
1971 · 
1972 · 
1973 · 
1974 · 
1975 · 
1976 · 
1977 · 
1978 · 
1979 · 
1980 · 
1981 · 
1982 · 
1983 · 
1984 · 
1985 · 
1986 · 
1987 · 
1988 · 
1989 · 
1990 · 
1991 · 
1992 · 
1993 · 
1994 · 
1995 · 
1996 · 
1997 · 
1998 · 
1999 · 
2000 · 
2001 · 
2002 · 
2003 · 
2004 · 
2005 · 
2006 · 
2007 · 
2008 · 
2009 · 
2010 · 
2011 · 
2012 · 
2013 · 
2014 · 
2015 · 
2016 · 
2017 · 
2018 · 
2019 ·
2020 ·
2021 ·
2022 ·
2023 ·
2024 ·
2025

Categorieën

Mannen elite · 
vrouwen elite · 
mannen beloften · 
vrouwen beloften · 
jongens junioren · 
meisjes junioren · 
gemengde estafette

Voormalig:
mannen amateurs